# Biva
A biva (琵琶) japán húros, pengetős hangszer, bundozott fogólappal ellátott rövid nyakú lant, a kínai pi-pá rokonhangszere. Gyakran használják a narratív történetmesélés, a katari kísérőhangszereként. A biva Bentennek, a zene, az ékesszólás, a költészet és az oktatás buddhista istennőjének választott hangszere.
Japánba a biva két úton, két formában érkezett a 7. században, azóta a bivatípusok száma megnégyszereződött. A bivajátékosok egyesületei, különösen a vak vándordalnokoké, a biva hósi századokon át segítették a bivazene fejlődését. A biva hósi előadások más bivazenészek produkcióival együtt a bivát Japán egyik legnépszerűbb hangszerévé tették. A Meidzsi-restauráció gyors, átfogó iparosítása, modernizációja idején Japán Európát és az Amerikai Egyesült Államokat tekintette példaképének, ami a saját tradíciók devalválódásához vezetett. Ez a művészetre és a zenére, így a biva használatára is hatással volt. Az 1940-es évekre a biva szinte teljesen kikopott a köztudatból, miközben a nyugati hangszerek kerültek előtérbe, de a kitartó japán zenészeknek köszönhetően a biva iránti érdeklődést újra sikerült felkelteni. 
Napjainkban a bivát számos zenei előadó használja mind hagyományos, mind modern formáiban.

## Felépítése
A különböző bivafajták felépítése lényegében hasonló. Fából faragott, lapos, körte alakú teste van, a rövid nyakon 4–5 bunddal. A hangolófej merőlegesen hátra van döntve, a végét faragás díszíti. Négy–öt húrja van.

### Test
A biva háta legtöbbször birsalmafából, vörös szantálfából vagy eperfából van kifaragva, kivájva. A hangzás szempontjából kulcsfontosságú tetőlap a gaku-biva esetében gesztenyefából, a szacuma-biva esetében kemény eperfából, a csikuzen-biva esetében puha császárfából készül. A tetőlap sík, kivéve a szacuma-bivát, ahol enyhén domború. 
A tető felső részén két szimmetrikusan elhelyezett hold alakú hanglyuk található. A sajátos kiképzésű húrláb a test alsó végpontja közelében helyezkedik el, alatta is van egy rejtett hanglyuk. 
A biva tetőlapján a húrlábhoz közelebb eső részen gyakran keményfa berakás, „koptató” van elhelyezve, melynek eredeti szerepe az, hogy a pengető által okozott sérülésektől megvédje a tetőlapot. 

### Nyak, fej, bundok
A nyak a hangszertest nyúlványa, szerves átmenettel illeszkednek egymáshoz. A hangolófej a nyugati lanthoz hasonló módon szinte derékszögben hátratörik. A húrok hangolását oldalsó állású, hosszúkás markolatú fa hangolókulcsok teszik lehetővé.
A bundok – különösen a szacuma-bivánál – akár több centiméterrel a nyak síkja ölé emelkednek. A húrokat két bund között lefogva erősen meg lehet nyújtani, ezáltal a hangmagasságot megemelni. Ez a megoldás segít abban is, hogy bizonyos bivatípusoknál a szavari effektust a zenész a lehető legjobban tudja kihasználni. A szavari a húroknak egyfajta felhangdús, zizegő megszólalása, amely a biva mellett pl. a samiszennek vagy az indiai szitárnak is jellemzője, és ami avatott kézben a hang kifejező erejét növeli.

### Húrok
A bivának hagyományosan négy selyemből sodrott húrja van, de a modern szacuma- és csikuzen-biva gyakran öthúros.

### Pengető
A különféle bivákhoz nagyon eltérő formájú és méretű pengetőket (bacsi) használnak. Kedvelt anyaguk a bukszusfa, de a csikuzen-biva pengetője ébenfából készül, és csak a sarkai vannak bukszusból vagy elefántcsontból. A gaku-biva pengetője kicsi és vékony, míg a heike- és mószó-biváé kicsit nagyobb. A szacuma-biva pengetőjének „éle” (hiraki) akár 30 cm széles is lehet, a négyhúros csikuzen-biváé 12 cm, a samiszen pengetőjéhez hasonló. Az öthúros csikuzen-biva pengetője 15 cm széles, de formája eltér a samiszenétől.

## Története

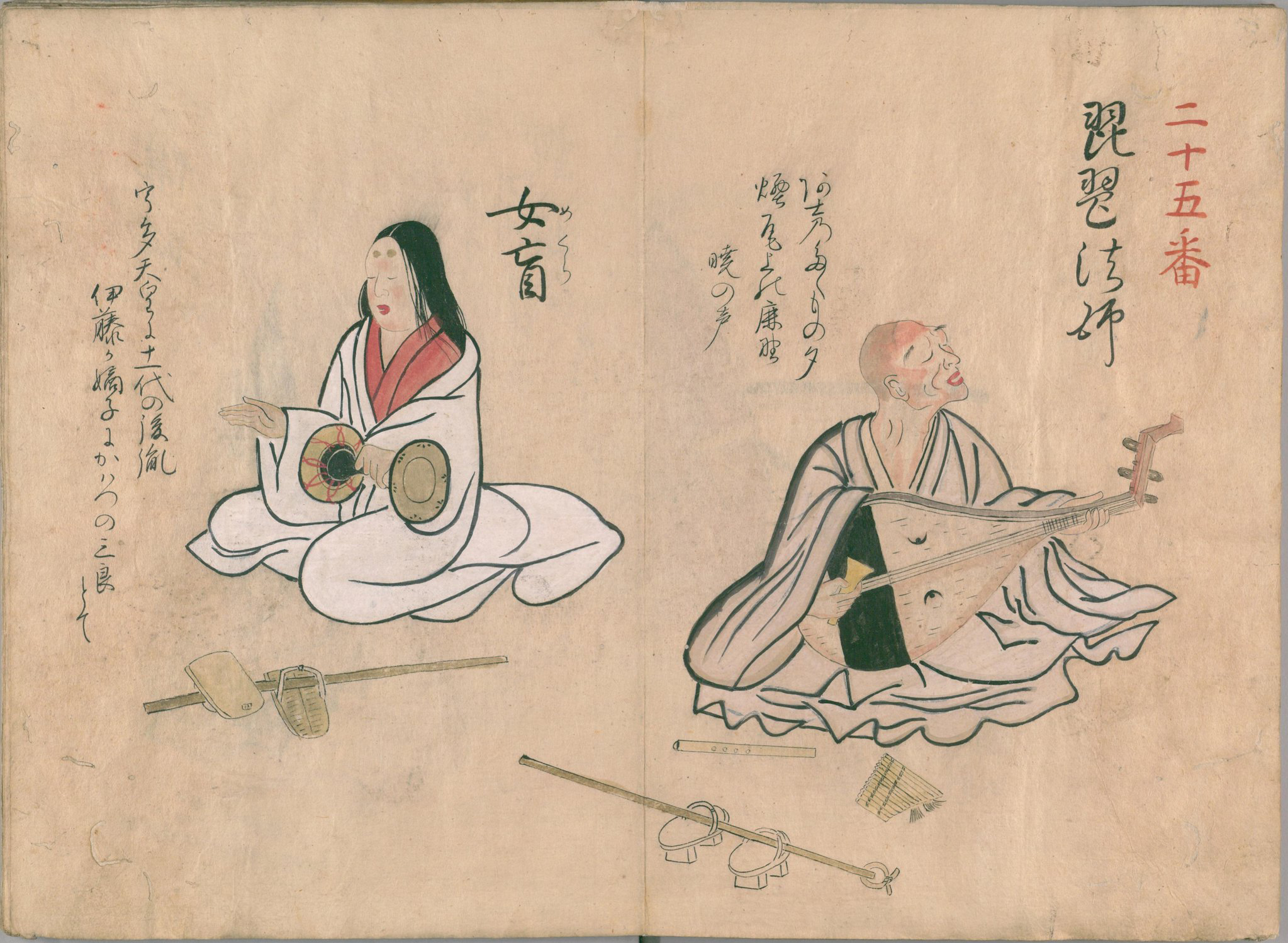
Biva-hósi, vak énekmondó pap bivával

A biva a 7. században érkezett Japánba, és a kínai Pi-pából alakult ki, ami pedig egy nyugat-ázsiai rövid nyakú lantféleségből fejlődött ki. Ez a korai bivaféle a gaku-biva, melyet az udvari zenében, a gagaku együttesekben használtak, és a biva legelterjedtebb típusa lett. Egy másik típusú biva a kjúsú régióba jutott el, ezt mószó-bivának nevezik; ez kisebb méretű hangszer, ami vallásos rítusokban és ceremóniákban kapott szerepet. 
A Ricurjó állam összeomlásával (10. század körül) a zenészek a buddhista templomokban találtak menedéket, és szerzetesként tevékenykedtek. A következő századokban a két tradíció elemei keveredtek, és követőik új hangszereket és új zenei stílusokat hívtak életre. A Kamakura-kor (1185–1333) népszerű hangszere volt a heike-biva. E hangszer egyfajta átmenet a mószó-biva és a gaku-biva között. Megtartotta a gaku-biva formáját, de egy nagyméretű pengetővel játszottak rajta, akárcsak a mószó-biván. A heike-biva elsősorban a Heike monogatari előadásakor kapott szerepet.
A szacuma-biva és a csikuzen-biva is a mószó-bivából származtatható. A szacuma-bivát morális és mentális gyakorlatok során használták a szamurájok a Hadakozó fejedelemségek korában (15–17. század), de később nyilvános előadásokon is szerepet kapott. A csikuzen-bivát buddhista szerzetesek használták, akik magánházakat felkeresve szertartásokon vettek részt, ugyanakkor híreket és történeteket meséltek el a hangszer kíséretével.
A Meidzsi-kor közepe felé a hangszerek tökéletesedtek, és nagy számban íródtak rájuk közérthető művek. A Taisó-kor (1912–1926) kezdetével a szacuma-bivából kialakult a nisiki-biva, ami a főként a női előadók körében terjedt el. A dalok már nem csak a heikék történetét dolgozták fel, hanem olyan témák is dalra találtak, mint az első kínai–japán háború, illetve a orosz–japán háború.

## Típusai
A bivának több mint 7 típusát különböztethetjük meg a húrok száma, a hangkészlet, a hangszerhez való pengető és a használati mód alapján. 
Mivel a biva hangsora nem kiegyenlített hangolású, a hangmagasságok jelölése közelítőleges. Napjainkban a két legfontosabb hagyományos bivatípus a szacuma-biva és a csikuzen-biva, illetve az ezekből kifejlesztett modern hangszerváltozatok, mint pl. a nisiki-biva.

### A klasszikus bivák
- Gagaku-biva (雅楽琵琶) – nagyméretű hangszer négy húrral és négy bunddal, amit kifejezetten az udvari zenekarban, a gagakuban használnak. Kis méretű, gyakran lekerekített pengetővel pengetik, amelyet bukszusból vagy elefántcsontból készítenek. Ének kíséretéhez nem használják. Ezt a lantot gitárszerűen ölben tartva, keresztezett lábakkal szólaltatják meg. A gagakuban ezt a hangszerváltozatot gaku-bivának (楽琵琶) nevezik.
- Gogen-biva (五絃琵琶) – a biva Tang-korbeli változata, mely udvari zenekart ábrázoló festményeken tűnik fel. Egészen a 10. század végéig használták, amikor is az udvari zenekart érintő reformok, szabványosítások áldozata lett. Érdekes, hogy ez a lantfajta Kínában is eltűnt az udvari zenekarokból. Az utóbbi időkben historikus előadásokhoz rekonstruálták a hangszert. Nem összetévesztendő a biva modern, öthúros verzióival, mint pl. a csikuzen-biva.
- Mószó-biva (盲僧琵琶) – kisebb, négyhúros biva, melyet a vak buddhista papok használtak dalok és mantrák kíséretére. Formája a modern csikuzen-bivához hasonlít, de teste keskenyebb. A pengető formája és anyaga is változatos. A négybundos változat hangolása E–H–E–A, az ötbundosé H–e–f♯–f♯, a hatbundosé  B–E♭–B–b.

### A japán középkor és az Edo-korszak bivái
- Heike-biva (平家琵琶) – négyhúros és ötbundos biva, a Heike monogatari előadásában játszott szerepet. A pengető mérete egy kicsit nagyobb, mint a gagaku-biva esetében, de maga a hangszer kisebb, a modern csikuzen-bivához hasonló méretű. A gaku-bivához hasonló tartásban játszanak rajta. Eredetileg utazó dalnok lantosok használták, mivel kis mérete miatt könnyebb volt hordozni. A hangolása A–c–e–a vagy A–c♯–e–a.

- Szacuma-biva (薩摩琵琶) – négyhúros és négybundos biva, az Edo-korban vált népszerűvé Szacuma tartományban (ma Kagosima tartomány). A kortárs zenéhez használt modern szacuma-bivának néha öt vagy még több bundja és esetenként duplázott negyedik húrja van. A szacuma-biva bundjai szélesek, és mintegy 4 centiméterre kiemelkednek a nyakból, ami lehetővé teszi a húrok megnyújtását, illetve segít a szavari, azaz a szacuma-bivára jellemző zizegő hang létrejöttében. A pengető bukszusból készül, szélessége akár a 25 centimétert is elérheti. Mérete és kialakítása nagyban befolyásolja a hangzást, már csak amiatt is, hogy a pengetőt gyakran a tetőhöz koccantják játék közben, egyfajta ütős jellegű hangot képezve így. A szacuma-biva hagyományosan japán eperfából készül, de később az építésében szerepet kaptak más, keményebb fák is. Mivel a japán eperfák lassú növekedésűek, a fának legalább 120 évesnek kell lennie és 10 évig kell száradnia, hogy abból hangszert készítsenek. A húrok selyemfonatból készülnek. Hagyományos hangolása A–E–A–H, kortárs kompozícióknál még lehet G–G–c–g vagy G–G–d–g is. Az abszolút hangmagasság az énekes hangjához alkalmazkodik. Az első és a második húrt általában ugyanarra a hangra hangolják, míg a negyediket szintén arra a hangra, de egy oktávval feljebb. A 20. század legnevesebb szacuma-biva-mestere Curuta Kinsi, aki saját bivaváltozatot hozott létre.

### Modern bivák
- Csikuzen-biva (筑前琵琶) – a Meidzsi-korban népszerűvé vált kisebb méretű biva, aminek négy húrja és négy bundja, vagy öt húrja és öt bundja van. A legtöbb előadó az öthúros verziót használja. A pengető sokkal kisebb, mint a szacuma-bivánál használt, kb. 13 centiméteres, kidolgozása és vastagsága függ a zenész nemétől. A pengető általában rózsafából készül, bukszus vagy elefántcsont sarkokkal. Azok a hangszerek, amelyeket a férfiak használnak, hosszabbak, szélesebbek, mint azok, amiken nők vagy gyerekek játszanak. Az öthúros bivákat állítva, a négyhúrosokat pedig az oldalukra fektetve szólaltatják meg. Ennél a hangszerváltozatnál a pengetőt nem használják a tetőlapon való koppintásra. Hangolásuk igen változatos, de többnyire az énekes hangjához igazodik. A négyhúros hangszer jellemző hangolása H–e–f♯–h, az öthúros változaté C–G–C–d–g.
- Nisiki-biva (錦琵琶) – az öthúros csikuzen-bivához hasonló, a szacuma-bivából kifejlesztett modern bivafajta öt húrral és öt bunddal. Ezt a hangszerváltozatot Szuitó Kindzsó, az első elismert női bivazenész hozta létre az 1920-as években. Pengetője megegyezik a szacuma-biva pengetőjével. Hangolása c–G–c–g–g.

## Fordítás
- Ez a szócikk részben vagy egészben  a   Biwa című angol Wikipédia-szócikk fordításán alapul.  Az eredeti cikk szerkesztőit annak laptörténete sorolja fel. Ez a jelzés csupán a megfogalmazás eredetét és a szerzői jogokat jelzi, nem szolgál a cikkben szereplő információk forrásmegjelöléseként.

## Külső hivatkozások
- Bevezetés a heikjokuba
- Egy biva iskola az 1900-as évek körül